# 인터넷 정책 위원회
인터넷 정책 위원회(Working Group on Internet Governance, WGIG)는 2003년 스위스 제네바에서 열린 정보 사회 세계 정상회의(WSIS) 1단계 정상회의에서 인터넷 거버넌스의 미래에 대한 합의가 실패한 이후 시작된 유엔 다중 이해관계자 실무단이었다. 정보사회 세계 정상회의(WSIS)의 첫 번째 단계에서는 2003년 12월 12일 채택된 원칙 및 실행 계획 선언에서 인터넷 거버넌스에 대한 대화를 계속하기로 합의했다. 이와 관련하여 1단계 정상회의에서는 유엔 사무총장에게 인터넷 거버넌스 실무그룹(WGIG) 설립을 요청했다.
WGIG의 주요 활동은 "2005년까지 인터넷 거버넌스에 대한 적절한 조치를 조사하고 제안하는 것"이었다. WGIG는 "2005년 튀니스 WSIS 2단계에 대한 고려와 적절한 조치를 위해" 보고서에 작업 결과를 제시하도록 요청받았다.
특히 다음과 같은 문제를 다루도록 요청되었다.
- 인터넷 거버넌스의 실제 정의 개발
- 인터넷 거버넌스와 관련된 공공 정책 문제를 식별
- 개발도상국과 선진국의 정부, 기존 국제기구, 기타 포럼, 민간 부문, 시민 사회의 각각의 역할과 책임에 대한 공통 이해를 발전

WGIG 보고서가 발표되기 몇 주 전에 미국은 ICANN에 대한 주장을 반복하고 "권위 있는 루트 영역 파일에 대한 변경 또는 수정을 승인하는 역사적 역할을 유지"하고 싶다고 밝혔다.

## 같이 보기
- ICANN
- 국제전기통신연합
- 인터넷 협회
- 인터넷 거버넌스 포럼